# Democratic Left (Irland)

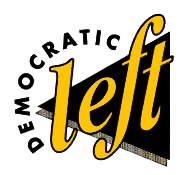

Die Democratic Left (irisch Daonlathas Clé) war eine sozialdemokratische Partei, die sowohl in der Republik Irland als auch in Nordirland aktiv war. Sie entstand als Gruppierung nach Abspaltung von der Workers’ Party.
Die Ursprünge der Workers’ Party gehen zurück auf die Spaltung der traditionellen IRA am Ende der 1960er Jahre. Der eher traditionell nationalistische Teil gründete die Provisional IRA, der ideologisch links orientierte Teil der Bewegung etablierte die Official IRA, und mit ihr als politischem Flügel die Partei Official Sinn Féin. Nach mehreren Umbenennungen entstand daraus die Workers’ Party. Im Gegensatz zu Sinn Féin sah sich die WP nicht als Interessenvertreter der katholischen Bevölkerung allein, sondern als Partei aller Arbeiter Irlands, gleichgültig welcher Konfession.
Im Jahre 1992 kam es zu Auseinandersetzungen innerhalb der Organisation. Viele ihrer Mitglieder gehörten nach wie vor der Official IRA an, welche im militärischen Sinne seit den 1970er Jahren inaktiv, jedoch fortwährend in kriminelle Aktivitäten verwickelt war. Dies wurde zur permanenten Belastung für die Partei. Die Parteispitze, vor allem ihr Vorsitzender Proinsias De Rossa, versuchte die Statuten der Partei insoweit zu verändern, dass mutmaßliche Mitglieder der OIRA aus Partei ausgeschlossen werden könnten. Auch sollten ihre marxistischen Strukturen angesichts der post-kommunistischen Ära reformiert werden. Der Versuch scheiterte, eine Zwei-Drittel-Mehrheit dafür wurde nicht erzielt. Daraufhin traten viele Führungspersönlichkeiten aus, einschließlich 6 ihrer 7 Mitglieder des Dáil Éireann. Sie gründeten eine neue Partei, die Democratic Left. Zu ihrem neuen Vorsitzenden wurde de Rossa gewählt.
Der Wahlerfolg bei den Parlamentswahlen 1992 war mit 2,8 % gering. Als jedoch 1994 die Koalition aus Fianna Fáil und Labour Party scheiterte, kam es zu einer neuen Regierungskoalition aus den Parteien Fine Gael, Labour Party und der Democratic Left. Proinsias de Rossa wurde Minister für Soziales. Auf ihn geht Irlands erste Initiative zur Beseitigung der Armut zurück.
Bei den Wahlen 1997 verlor die Partei 2 ihrer 6 Sitze im Parlament, daraufhin schloss sich die Partei 1999 der Labour Party an.